# Doris Matsui
Doris Okada Matsui (25 september 1944) is een Amerikaans politica van de Democratische Partij. Sinds 2005 vertegenwoordigt ze de hoofdstad Sacramento in het Huis van Afgevaardigden, eerst verkozen in het 5e congresdistrict van Californië en sinds 2013 in het 6e district. Doris Matsui volgde haar echtgenoot Bob Matsui op nadat hij op 1 januari 2005 overleden was. Doris Matsui werd in een bijzondere verkiezing verkozen met 68,2% van de stemmen en geraakte sindsdien steeds vlot herverkozen.

## Levensloop
Matsui werd in een interneringskamp voor Japanese Amerikanen geboren tijdens de Tweede Wereldoorlog. Ze groeide op in Dinuba in Californiës Central Valley. Ze leerde haar echtgenoot aan de Universiteit van Californië - Berkeley kennen. Bob en Doris Matsui kregen één zoon. De familie verhuisde naar Washington D.C. na Bobs verkiezing tot het Huis in 1979.
Doris Matsui was een vrijwillige medewerker aan de presidentscampagne van Bill Clinton. Na Clintons verkiezing werd Matsui door het Witte Huis tewerkgesteld. Later werd ze een lobbyiste voor bedrijven. Na het overlijden van haar echtgenoot keerde ze terug naar Californië waar ze de verkiezing voor de vrijgekomen zetel gemakkelijk won. Matsui spendeerde beduidend meer aan haar campagne dan haar tegenstanders.
Matsui zetelt in het Committee on Energy and Commerce. Matsui is lid van de Congressional Asian Pacific American Caucus in het Amerikaans Congres. In 2007 stelde toenmalig voorzitster van het Huis Nancy Pelosi Matsui aan als lid van het Board of Regents van het Smithsonian Institution, een functie die ze tot 2011 uitvoerde.